# Total War: Shogun 2
Shogun 2: Total War — глобальна покрокова стратегія з можливістю ведення баталій у реальному часі, розробки Creative Assembly та видавництва Sega для платформ Microsoft Windows, macOS і Linux. Реліз відбувся 15 березня 2011 року. Є сьомою частиною серії. Події розгортаються у феодально роздрібненій Японії XVI століття де гравець має можливість обрати один з самурайських кланів епохи Сенґоку та привести його до перемоги.

## Клани
початково доступні:
- Тьосокабе
- Дате
- Морі
- Ходзьо
- Ода
- Сімадзу
- Такеда
- Токугава
- Уесугі

додатковий контент:
- клани:
  - Хатторі (Обмежене видання)
  - Ікко-ікки
  -  Отомо
- кампанії:
  - Rise of the Samurai — присвячено Війні Гемпей — конфлікті між кланами Тайра, Мінамото та Фудзівара[3].
  - Fall of the Samurai[en] — про період Бакумацу та відповідно протистояння прихильників імператора і сьогунату[4].